# Zdarzenie lotnicze

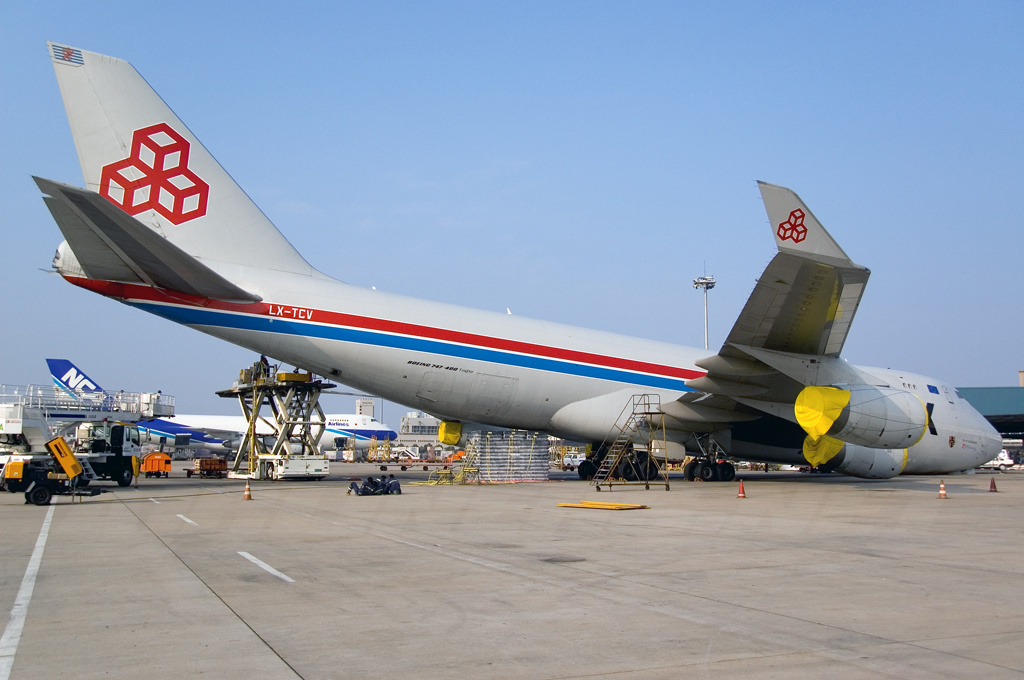
Zdarzenie lotnicze

Zdarzenie lotnicze – oznacza każde związane z bezpieczeństwem wydarzenie, które naraża na niebezpieczeństwo lub które – jeżeli nie podjęto w odniesieniu do niego działań naprawczych lub nie zajęto się nim – mogłoby narazić na niebezpieczeństwo statek powietrzny, znajdujące się w nim osoby lub jakiekolwiek inne osoby.
Zdarzenie obejmuje w szczególności wypadek lub poważny incydent.